# 天使を誘惑
『天使を誘惑』（てんしをゆうわく）は、高橋三千綱が1979年に発表した小説。および同作を原作とし、同年に製作・公開された日本映画。

## 映画
山口百恵と三浦友和の主演コンビの11作目として製作された。12月22日公開（東宝系）。監督は藤田敏八。

### キャッチコピー
- 同棲とは、結婚とは…

### キャスト
- 佐野恵子：山口百恵
- 上杉浩平：三浦友和
- 吉崎静也：中島ゆたか
- 白石妙子：神崎愛
- 松田豊：火野正平
- 岩淵薫：津川雅彦
- 上杉朔太郎：大友柳太朗
- 佐野正男：蟹江敬三
- 佐野里子：佐々木すみ江
- 徳山公彦：岸部一徳
- 藤原キヌ子：岡本麗
- 編集長：岸田森
- 女子中学生：比企理恵（新人）
- 寺西フミ子：結城しのぶ

### スタッフ
- 監督：藤田敏八
- 製作：大林宣彦
- 脚本：藤田敏八、小林竜雄
- 音楽：玉木宏樹
- 撮影：萩原憲治
- 編集：井上治
- 製作プロダクション：ホリ企画制作

### 併映作品
『関白宣言』
- 東宝映画作品。監督：松林宗恵。主演：さだ繁理、名取裕子、財津一郎、佐良直美、泉ピン子。

## 興行成績
"恋人宣言"で興行が心配されたが、上記の併映作『関白宣言』の助けもあって、『男はつらいよ 寅次郎春の夢』に迫るヒットを記録した。